# Marquenterre
Le Marquenterre est une petite région naturelle de France, partie maritime du Ponthieu située le long du littoral de la Manche dans les départements du Pas-de-Calais (arrondissement de Montreuil) et de la Somme (arrondissement d'Abbeville). Il recouvre également un espace côtier nommé estuaire picard.
Le Marquenterre est aussi le nom d'un territoire qui a bénéficié d'une charte communale en 1199. Le siège en était à Vieux-Quend. Cette commune est dissoute en 1791 pour former les communes de Saint-Quentin-en-Tourmont et de Quend. Une nouvelle commune, Fort-Mahon-Plage, fut ensuite séparée de Quend en 1923.

## Toponymie
Attestée sous les formes Maris Cantii ou Quentii Terra[Quand ?], Marquenterre signifie mot à mot : « le canton, la contrée de la frontière, du littoral[Quoi ?] » .

## Géographie
Les principales communes, pour tout ou partie, de cette petite région naturelle sont Rue, Noyelles-sur-Mer, Le Crotoy, Favières, Quend, Fort-Mahon-Plage, Arry, Vercourt, Vron et Villers-sur-Authie pour la Somme, et Conchil-le-Temple, Waben, Groffliers, Berck, Rang-du-Fliers, Verton, Merlimont, Cucq et Le Touquet-Paris-Plage pour le Pas-de-Calais.

### Géographie agricole
Le zonage du ministère de l'Agriculture répartit cette région naturelle sur deux régions agricoles :
- Le Marquenterre pour la Somme ; elle inclut aussi Brutelles, Cayeux-sur-Mer et Lanchères, communes des Bas-Champs ;
- les Bas-Champs picards pour le Pas-de-Calais ; elle intègre Camiers, Dannes et Étaples, communes du Boulonnais. Il s'agit toujours de communes entières.

Marquenterre (12 communes) :
- Brutelles
- Cayeux-sur-Mer
- Le Crotoy
- Favières
- Fort-Mahon-Plage
- Lanchères
- Noyelles-sur-Mer
- Ponthoile
- Quend
- Rue
- Saint-Quentin-en-Tourmont
- Villers-sur-Authie

Bas-Champs picards (17 communes) :
- Airon-Notre-Dame
- Airon-Saint-Vaast
- Berck
- Camiers
- Colline-Beaumont
- Conchil-le-Temple
- Cucq
- Dannes
- Étaples
- Groffliers
- Merlimont
- Rang-du-Fliers
- Saint-Aubin
- Saint-Josse
- Le Touquet-Paris-Plage
- Verton
- Waben

Le sud de cette région est le berceau de la race des chevaux Hensons. 
Une réserve ornithologique y est implantée, sur la commune de Saint-Quentin-en-Tourmont. De nombreux équipements touristiques proposent une découverte de la faune et de la flore.

### Formation
La région s'étend de la Baie de Canche à la Baie de Somme sur 33 km de la Pointe du Touquet au nord, à la Pointe de Saint-Quentin au sud. En prolongation, au Sud de la Somme, on trouve les Bas-Champs (dans le Vimeu, notamment sur Cayeux-sur-Mer), petite région de galets amenés par l'érosion des falaises du Pays de Caux et elle-même soumise actuellement à l'érosion. Les éléments les plus légers ont pu traverser le courant de la Somme pour s'accumuler au pied des falaises du Ponthieu et engraisser le Marquenterre. La double accumulation, marine (avec notamment la formation et l'extension des dunes) et fluviale (Canche, Authie, Maye et Somme), a été accompagné de l'action humaine avec l’endigage (royons) pour créer des polders (renclôtures).
Il s'agit d'une région de dunes (stabilisées par des plantations de pins et d'oyats), d'étangs et marais, de pâtures et de cultures. Elle couvre environ 23 000 hectares.

### Évolution
L'engraissement du Marquenterre a beaucoup diminué et ne suffit plus à contrebalancer l'érosion naturelle et met en danger cette région souvent sous le niveau des plus hautes eaux marines. À Berck, le marnage atteint 8,55 m en période de vive-eaux (coefficient 95) pour un estran de plus de 700 mètres à Berk, Fort-Mahon-Plage ou Quend. Même si le trait de côte n'a jamais été stable, l'importance croissante des aménagements (routes, urbanisation, etc.), qui eux-mêmes peuvent influencer sa stabilité, fait que cette inconstance a des impacts économiques importants. Berck Plage en est la victime la plus notable dans la baie d'Authie. Des plans de préventions de risques naturels (PPRN) sont devenus nécessaires.
Un arrêté préfectoral du Pas-de-Calais, du 13 septembre 2011, a prescrit l'élaboration du Plan de Prévention des Risques Naturels Littoraux sur le territoire du Montreuillois. Le périmètre à l'étude concerne Berck, Camiers, Conchil-le-Temple, Cucq, Étaples, Groffliers, Merlimont, Rang-du-Fliers, Saint-Josse, Le Touquet-Paris-Plage (érigée en commune autonome en 1912 à partir de la commune de Cucq), Verton et Waben. Toutes, sauf Étaples et Camiers, sont des communes du Marquenterre Nord.
Un autre plan est prévu pour le Marquenterre Sud, un Programme d'action et de préventions des inondations (PAPI) littoral pour les baies de Somme, d'Authie et de Bresle, de Flocques (Seine-Maritime) à Berck.
Ces deux plans cherchent à prévenir le risque de submersion marine dans une région où l'altitude, entre les dunes et la falaise morte, dépasse rarement les 4-5 mètres.

### Environnement
Des zones humides sont donc nombreuses, en arrière des dunes, dans les estuaires et le long des cours d'eau, mais aussi au bas des anciennes falaises. Les principales sont :
- le marais de Cucq et de Villiers (un hameau de Saint-Josse)[11] ;
- le marais de Balançon[12], limité à l'est - comme le précédent - par le fossé de la Petite Tringue, reliée au Fliers au Sud et à la Canche au Nord. Ce marais s'étend sur les communes de Airon-Notre-Dame, Airon-Saint-Vaast, Merlimont, Rang-du-Fliers, Saint-Aubin et Saint-Josse ;
- les étangs de Waben et Conchil-le-Temple, jusqu'au Pas d'Authie juste en amont de la baie d'Authie ;
- le marais de Villers-sur-Authie et celui de Rue (sur la Maye)[13] ;
- le plan d'eau de Saint-Firmin et de La Bassée, au Crotoy, sur le site de carrières.

Les bois sont encore importants, en arrière des dunes le plus souvent, sur notamment Le Touquet-Paris-Plage, Cucq, Merlimont, Rang-du-Fliers, Quend et Saint-Quentin-en-Tourmont. 